# Pluimstaartmos
Pluimstaartmos of pluimstaarthaakmos (Rhytidiadelphus triquetrus) is een soort uit het geslacht haakmos (Rhytidiadelphus triquetrus).
Het is een vrij zeldzame soort van ijle bossen en graslanden uit het hele Noordelijk Halfrond, en een van onze grootste inheemse mossen. De soort heeft echter veel te lijden gehad van de zure regen.

## Etymologie en naamgeving
- Synoniem: Hypnum triquetrum Hedwig, Rhytidiadelphus triquetrus var. beringianus (Cardot & Thériot) Grout
- Duits: Große Kranzmoos
- Engels: Shaggy moss, Rough goose neck moss

De botanische naam Rhytidiadelphus is afgeleid van Rhytidium, een mossengeslacht, en het Oudgriekse ἀδελφός, adelphos (broer), wat een relatie tussen beide geslachten impliceert. De soortaanduiding triquetrus is afkomstig uit het Latijn en betekent 'driehoekig'.

## Determinatie

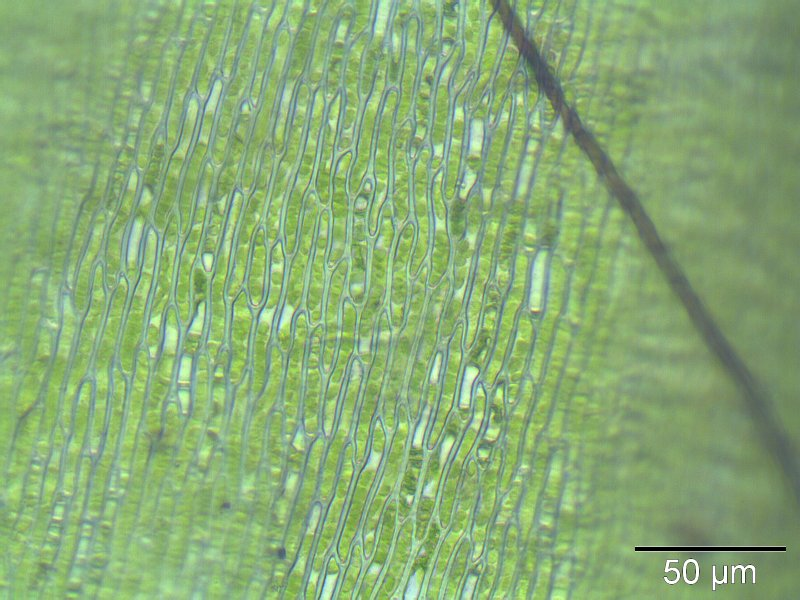
detail laminacellen

Pluimstaartmos vormt losse matten met stevige en stugge, liggende en dikwijls opstaande planten. De stengels zijn bruinrood gekleurd, tot 20 cm lang, onregelmatig maar spaarzaam vertakt.
De stengelblaadjes zijn afstaand, grijsgroen, tot 6 mm lang, duidelijk geplooid, en vanuit een breed eironde basis geleidelijk versmallend in een haakvormige gekromde top. De bladrand is tot aan het midden fijn gezaagd. De nerf is dubbel en reikt voorbij het midden van het blad. De dikwandige laminacellen zijn prosenchymatisch, lang en smal en met spitse uiteinden.
Pluimstaartmos geeft zeer zelden sporofyten, de verspreiding gebeurt voornamelijk vegetatief door het afscheuren van de stengels.

### Gelijkende taxa
Pluimstaartmos verschilt van het algemenere en nauw verwante gewoon haakmos (R. squarrosus) door de langere, duidelijk geplooide blaadjes, met een dubbele nerf die tot voorbij het midden van het blad reikt.

## Ecologie
Pluimstaartmos is relatief veeleisend voor wat zijn habitatkeuze betreft. Het geeft de voorkeur aan zonnige, matig vochtige plaatsen op basische bodems en op strooisellagen. Het mos komt voor in ijle loof- en naaldbossen, maar ook in open kalkgraslanden en kalkrijke duinen.

### Syntaxonomie
Pluimstaartmos staat te boek als kensoort voor het verbond van droge, kalkrijke duingraslanden (Polygalo-Koelerion), een groep van plantengemeenschappen van soortenrijke droge graslanden op kalk- en voedselrijke zeeduinen.

## Verspreiding
Het natuurlijke verspreidingsgebied van pluimstaartmos strekt zich uit over Noordelijk Halfrond (West- en Centraal-Europa, Noord-Azië en delen van Noord-Amerika). Het is in België en Nederland een vrij zeldzame verschijning.